# Chasing the Dream
Chasing the Dream (с англ. — «В погоне за мечтой») — второй студийный альбом канадской хэви-метал группы Skull Fist, вышедший 13 января 2014 года в Европе и 14 января 2014 года в Северной Америке на лейбле Noise Art Records. Альбом продолжает традицию, начатую с основания группы, и выполнен в духе классических хеви-метал групп 80-х годов. Chasing the Dream был положительно отмечен музыкальными критиками, которые отмечали творческий рост коллектива в написании песен.

## Музыкальный стиль
Песни альбома написаны в стиле хеви- и спид-метала 80-х годов. Это достигалось, в частности, благодаря высокому вокалу Джеки Слотера, множеству гитарным проигрышам и «дуэлям» гитарных соло, в которых гитаристы демонстрировали своё техническое мастерство, используя техники свипа и тэппинга. На альбоме присутствуют как энергичные и скоростные треки, наподобие «Hour to Live» и «Mean Street Rider», так и более близкая по звучанию к метал-балладам «Bad for Good».
Звучание Chasing the Dream сравнивали с такими группами, как Skid Row, Iron Maiden, Accept, Grim Reaper, Savage Grace, Scorpions, Nitro, Exciter, Helloween и Racer X.

## Отзывы критиков
| Оценки критиков | Оценки критиков |
| Источник        | Оценка          |
| --------------- | --------------- |
| Metal Hammer    | [ 2 ]           |
| Metal Forces    | [ 5 ]           |
| Brave Words     | [ 1 ]           |
| Rock Hard       | [ 3 ]           |
| Ultimate Guitar | [ 6 ]           |
| Sputnikmusic    | [ 7 ]           |
| Metal Storm     | [ 4 ]           |
| Metal.de        | [ 8 ]           |

Альбом был положительно оценен музыкальными критиками. Большинство изданий писали про ностальгию группы по 80-м годам, временам расцвета традиционного метала, однако признавали мастерство музыкантов и их способность очень точно уловить дух тех времён и музыки, что заметно выделяло их среди других групп-«подражателей».
Эдвин МакФи из Metal Hammer отмечал яркую энергетику и динамику альбома, признавая развитие группы по сравнению с дебютным альбомом и называя Chasing the Dream пиком карьеры Skull Fist. Колин Баттнер в своей рецензии для портала Metal.de также писал, что Skull Fist отнеслись к написанию второго альбома более вдумчиво и получившиеся песни оказались ощутимо более зрелыми. Подобные мысли высказывал и Нил Арнольд из Metal Forces: «В Chasing the Dream нет ничего фальшивого или сухого, и я вижу, что этот релиз поднимет их на вершину горы, потому что это высококачественный метал, сыгранный по высококлассным стандартам, и я не вижу, чтобы кто-то ещё бросил им вызов за корону». Помимо этого он отмечал, что несмотря на то, что группа использует множество элементов классического метала, им всё равно удаётся создать что-то своё. Несмотря на это, некоторые рецензенты хоть и оценивали альбом в целом положительно, признавали, что Skull Fist занимаются копированием, и спустя несколько прослушиваний Chasing the Dream уже не вызывает столь ярких эмоций.
Двое редакторов интернет-портала MetalSucks включили Chasing the Dream в свои списки лучших альбомов 2014 года.

## Список композиций
Слова и музыка всех песен — Skull Fist.
| №                   | Название                              | Перевод названия        | Длительность |
| ------------------- | ------------------------------------- | ----------------------- | ------------ |
| 1.                  | «Hour to Live»                        | «Час на жизнь»          | 4:19         |
| 2.                  | «Bad for Good»                        | «Плохое ради хорошего»  | 4:27         |
| 3.                  | «Chasing the Dream»                   | «В погоне за мечтой»    | 3:19         |
| 4.                  | «Call of the Wild»                    | «Зов природы»           | 4:29         |
| 5.                  | «Sign of the Warrior»                 | «Знак воина»            | 4:58         |
| 6.                  | «You're Gonna Pay»                    | «Ты заплатишь»          | 3:59         |
| 7.                  | «Don't Stop the Fight»                | «Не останавливай драку» | 3:16         |
| 8.                  | «Shred's Not Dead» (инструментальная) | «Шред не мёртв»         | 2:54         |
| 9.                  | «Mean Street Rider»                   | «Байкер трущоб»         | 5:02         |
| Общая длительность: | Общая длительность:                   | Общая длительность:     | 36:43        |

| №                   | Название                          | Длительность |
| ------------------- | --------------------------------- | ------------ |
| 1.                  | «No False Metal» (Демо 2006 года) | 4:50         |
| 2.                  | «Ride the Beast» (Демо 2006 года) | 4:52         |
| Общая длительность: | Общая длительность:               | 46:25        |

## Участники записи
Skull Fist
- Джеки Слотер — вокал, гитара
- Кейси Слэйд — бас-гитара
- Джонни Неста — гитара
- Крис Стэфенсон — ударные (указан как приглашённый музыкант)

Технический персонал
- Хирен Мистри — звукоинженер
- Райан Джонс — звукоинженер
- Дэн Цурунис — запись вокала
- Эрик Ратц — сведение
- Гарри Хесс — мастеринг
- Филлип Бернард — обложка